# Medalistki mistrzostw Polski seniorów w biegu na 200 metrów przez płotki
Medalistki mistrzostw Polski seniorów w biegu na 200 metrów przez płotki – zdobywczynie medali seniorskich mistrzostw Polski w konkurencji biegu na 200 metrów przez płotki.
Konkurencja ta była rozgrywana podczas mistrzostw Polski tylko dwukrotnie – w 1970 i w 1971 roku. Rekord mistrzostw Polski seniorów wynosi 25,8 – 9 sierpnia 1970 ustanowiła go Teresa Sukniewicz. Rezultat zawodniczki był wówczas rekordem świata w tej konkurencji. 

## Medalistki
| NR - rekord kraju \| PB – rekord życiowy \| SB – najlepszy wynik w sezonie \| WR – rekord świata |

| Mistrzostwa   | 1. miejsce                         | Rezultat   | 2. miejsce                       | Rezultat | 3. miejsce                               | Rezultat |
| Warszawa 1970 | Teresa Sukniewicz Gwardia Warszawa | 25,8 WR NR | Danuta Straszyńska Skra Warszawa | 26,0     | Krystyna Lisiecka Górnik Zabrze          | 27,2     |
| Warszawa 1971 | Danuta Straszyńska Skra Warszawa   | 26,3       | Aurelia Januchowska Orkan Poznań | 27,4     | Elżbieta Żebrowska Warszawianka Warszawa | 27,5     |

## Klasyfikacja medalowa

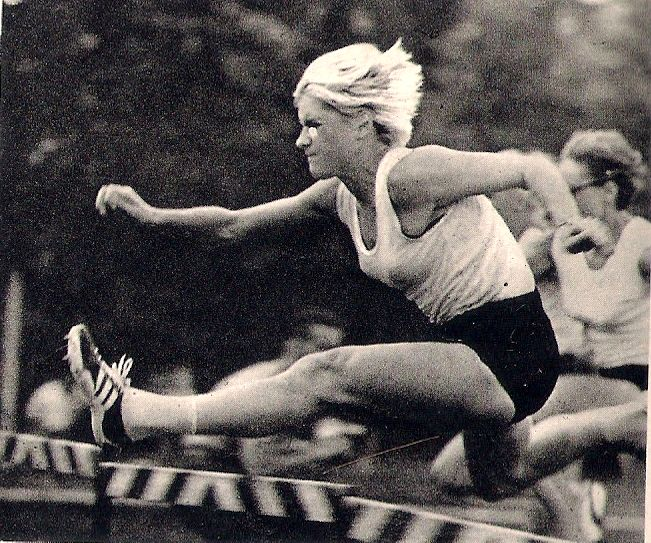
Elżbieta Żebrowska zdobyła jeden brązowy medal

W historii mistrzostw Polski seniorów na podium tej imprezy stanęło w sumie pięć płotkarek – w obu edycjach medale zdobyła tylko Danuta Straszyńska.
| Lp. | Zawodnik            | Złoto | Srebro | Brąz | Razem |
| 1.  | Danuta Straszyńska  | 1     | 1      | 0    | 2     |
| 2.  | Teresa Sukniewicz   | 1     | 0      | 0    | 1     |
| 3.  | Aurelia Januchowska | 0     | 1      | 0    | 1     |
| 4.  | Krystyna Lisiecka   | 0     | 0      | 1    | 1     |
| 4.  | Elżbieta Żebrowska  | 0     | 0      | 1    | 1     |